# Stevica Ristić
Stevica Ristić, född 23 maj 1982, är en makedonsk fotbollsspelare.
Stevica Ristić spelade för det makedonska landslaget.